# 야마기시 야스요
야마기시 야스요(일본어: 山岸 靖代, 1979년 11월 28일 ~ )는 일본의 은퇴한 여자 축구 선수이다.

## 국가대표팀 경력
그녀는 1998년 아시안 게임에 참가할 일본 국가대표팀에 발탁되었으며, 12월 8일 태국와의 경기에서 데뷔했다. 1998년과 2002년 아시안 게임 은메달 획득, 2001년 AFC 여자 축구 선수권 대회 준우승에 기여. 2003년 FIFA 여자 월드컵, 2004년 하계 올림픽에도 출전했다. 그녀는 2005년까지 국제 A매치 60경기에 출전하여 6득점을 넣었다.

## 통계
| 일본 | 일본 | 일본 |
| 연도 | 출전 | 득점 |
| ---- | ---- | ---- |
| 1998 | 4    | 1    |
| 1999 | 5    | 3    |
| 2000 | 5    | 1    |
| 2001 | 11   | 0    |
| 2002 | 11   | 0    |
| 2003 | 12   | 1    |
| 2004 | 10   | 0    |
| 2005 | 2    | 0    |
| 통산 | 60   | 6    |